# Deutsche Fußballmeisterschaft der B-Juniorinnen 1999/2000
Die deutsche Fußballmeisterschaft der B-Juniorinnen 2000 war die erste Auflage dieses Wettbewerbes. Meister wurde der 1. FFC Turbine Potsdam, der im Finale den FC Bayern München mit 7:1 besiegte.

## Teilnehmende Mannschaften
Für die Endrunde qualifizierten sich die Sieger der fünf Meisterschaftswettbewerbe der Regionalverbände des Deutschen Fußball-Bundes sowie die Zweitplatzierten der Wettbewerbe des norddeutschen, des süddeutschen und des westdeutschen Regionalverbandes.
| Regionalverband Nord              | Regionalverband Nordost  | Regionalverband Süd                    | Regionalverband Südwest | Regionalverband West                         |
| --------------------------------- | ------------------------ | -------------------------------------- | ----------------------- | -------------------------------------------- |
| - Hamburger SV - Breitenfelder SV | - 1. FFC Turbine Potsdam | - FC Bayern München - VfL Munderkingen | - SSV Wellesweiler      | - BW Post Recklinghausen - FC Gütersloh 2000 |

## Spielergebnisse

### Gruppenspiele

#### Gruppe 1
| Pl. | Verein                 | Sp. | S | U | N | Tore    | Diff. | Punkte |
| --- | ---------------------- | --- | - | - | - | ------- | ----- | ------ |
| 1.  | 1. FFC Turbine Potsdam | 3   | 3 | 0 | 0 | 019:000 | +19   | 09     |
| 2.  | BW Post Recklinghausen | 3   | 2 | 0 | 1 | 010:200 | +8    | 06     |
| 3.  | VfL Munderkingen       | 3   | 1 | 0 | 2 | 005:100 | −5    | 03     |
| 4.  | Breitenfelder SV       | 3   | 0 | 0 | 3 | 000:230 | −23   | 0      |

|                                                                  |   |                        |      |
| 14. Juli 2000, Sportschule Kaiserau                              |   |                        |      |
| Breitenfelder SV                                                 | – | 1. FFC Turbine Potsdam | 0:11 |
| VfL Munderkingen                                                 | – | BW Post Recklinghausen | 0:3  |
| 15. Juli 2000, Stadion Hohenhorst                                |   |                        |      |
| Breitenfelder SV                                                 | – | VfL Munderkingen       | 0:5  |
| 1. FFC Turbine Potsdam                                           | – | BW Post Recklinghausen | 2:0  |
| 16. Juli 2000, Stadion Hohenhorst                                |   |                        |      |
| BW Post Recklinghausen                                           | – | Breitenfelder SV       | 7:0  |
| 16. Juli 2000, Sportanlage an der Gesamtschule in Recklinghausen |   |                        |      |
| 1. FFC Turbine Potsdam                                           | – | VfL Munderkingen       | 6:0  |

#### Gruppe 2
| Pl. | Verein            | Sp. | S | U | N | Tore    | Diff. | Punkte |
| --- | ----------------- | --- | - | - | - | ------- | ----- | ------ |
| 1.  | FC Bayern München | 3   | 2 | 1 | 0 | 008:200 | +6    | 07     |
| 2.  | Hamburger SV      | 3   | 2 | 0 | 1 | 005:200 | +3    | 06     |
| 3.  | FC Gütersloh 2000 | 3   | 1 | 1 | 1 | 006:200 | +4    | 04     |
| 4.  | SSV Wellesweiler  | 3   | 0 | 0 | 3 | 001:140 | −13   | 0      |

|                                                    |   |                   |     |
| 14. Juli 2000, Hermann-Neuberger-Sportschule       |   |                   |     |
| FC Gütersloh 2000                                  | – | FC Bayern München | 1:1 |
| SSV Wellesweiler                                   | – | Hamburger SV      | 0:4 |
| 15. Juli 2000, Stadion am Jungenwald in Püttlingen |   |                   |     |
| SSV Wellesweiler                                   | – | FC Gütersloh 2000 | 0:5 |
| Hamburger SV                                       | – | FC Bayern München | 0:2 |
| 16. Juli 2000, Hermann-Neuberger-Sportschule       |   |                   |     |
| FC Bayern München                                  | – | SSV Wellesweiler  | 5:1 |
| Hamburger SV                                       | – | FC Gütersloh 2000 | 1:0 |

### Finale
| Datum         |                        | Ergebnis |                   | Stadt   |
| ------------- | ---------------------- | -------- | ----------------- | ------- |
| 30. Juli 2000 | 1. FFC Turbine Potsdam | 7:1      | FC Bayern München | Potsdam |